# تاکایوکی سوزویی
تاکایوکی سوزویی (انگلیسی: Takayuki Suzui؛ زادهٔ ۶ مهٔ ۱۹۶۲) بازیگر، فیلم‌نامه‌نویس، کارگردان فیلم، و اهالی کسب‌وکار اهل ژاپن است.